# تپه جلایر
تپه جلایر مربوط به دوران پیش از تاریخ ایران باستان تا دوران‌های تاریخی پس از اسلام است و در شهرستان شازند، بخش زالیان، روستای جلایر واقع شده و این اثر در تاریخ ۹ اردیبهشت ۱۳۸۲ با شمارهٔ ثبت ۸۵۹۴ به‌عنوان یکی از آثار ملی ایران به ثبت رسیده است. مردم این روستا و روستای ابره در  در زمان‌های قدیم راهزنی ودزدی می‌کردند و پس از غارت اموال مردم ثروت خود را در این تپه پنهان می‌کردند؛ و به گفته اهالی هنوز طلا و جواهراتی در این تپه وجود دارد؛ که در سال‌های پیش مورد سرقت قرار گرفت ولی هنوز دارای آثاری است. در روستای جلایر تونل‌هایی وجود دارد که همهٔ آنها به این تپه می‌رسد. به نظر می‌رسد در هنگام حملهٔ مغول به ایران مردم به این تونل‌ها پناه می‌بردند. در این تونل‌ها آثاری از زندگی وجود دارد. اهالی که در این تپه می‌زیستند با استفاده از تونلی دیگر از بالای کوه به تپهٔ خود اب می‌آوردند تا اگر مجبور بودند مدت زیادی پنهان بمانند از این اب استفاده کنند.